# Parc archéologique des mines de San Silvestro
Le parc archéologique des mines de San Silvestro (Parco Archeominerario di San Silvestro) est un parc archéologique italien situé en Toscane, derrière la commune de Campiglia Marittima  et du promontoire de Piombino, dans la province de Livourne.

## Description
Le parc couvre une surface d'environ 450 ha.
Les centres d'intérêt du parc comportent des musées, des galeries minières, un bourg médiéval de mineurs et fondeurs dont l'origine remonte à plus d'un millénaire, ainsi que des sentiers d'intérêts historique, archéologique, géologique et naturaliste témoignant de l'activité minière d'extraction des minerais de plomb, de cuivre, d'argent et de fer, une activité qui a débuté au VIIe siècle av. J.-C. et qui s'est poursuivie jusqu'à notre époque.    
La visite du parc débute par le musée de l’Archeologia e dei Minerali et se poursuit, accompagné par un guide, par la Miniera del Temperino à la découverte de l'évolution des techniques de recherche et d'extraction des minéraux ainsi qu'à la beauté du monde souterrain. 
En sortant de la mine, le parcours mène au Pozzo Earle où se trouvent les installations  des Musei delle Macchine Minerarie e dei Minatori qui témoignent des dernières décennies de l'histoire minière. 
La visite en train de la Galleria Lanzi-Temperino permet de parcourir le trajet de minerais d'extraction, de mines de la Valle del Temperino jusqu'aux machines de traitement de la Valle dei Lanzi. 
À Valle Lanzi se trouvent des implantations minières destinées à l'origine à la flottaison du minerai qui ont été reconverties par la suite pour la fragmentation du calcaire. 
Sur l'arrière-plan de Valle Lanzi, s'élèvent les ruines médiévales de la Rocca San Silvestro qui représentent le cœur du parc et de la visite.

## Sources
- Voir liens externes